# Olympische Jugend-Winterspiele 2020/Teilnehmer (Slowakei)
| Gelbes Symbol für Goldmedaillen mit stilisierten Olympischen Ringen | Graues Symbol für Silbermedaillen mit stilisierten Olympischen Ringen | Braundes Symbol für Bronzemedaillen mit stilisierten Olympischen Ringen |
| ------------------------------------------------------------------- | --------------------------------------------------------------------- | ----------------------------------------------------------------------- |
| —                                                                   | 1                                                                     | 1                                                                       |

Die Slowakei nahm an den Olympischen Jugend-Winterspielen 2020 im Schweizerischen Lausanne mit 48 Athleten (32 Mädchen und 16 Jungen) in 10 Sportarten teil.

## Medaillen

### Medaillenspiegel
| Rang   | Sportart  | Gold | Silber | Bronze | Gesamt |
| ------ | --------- | ---- | ------ | ------ | ------ |
| 1      | Bob       | —    | 1      | —      | 1      |
| 2      | Eishockey | —    | —      | 1      | 1      |
| Gesamt | Gesamt    | 0    | 1      | 1      | 2      |

### Medaillengewinner
| Name/n | Sportart  | Wettkampf           |
| --- | --------- | ------------------- |
| Silber |           |                     |
| Viktória Čerňanská | Bob       | Monobob             |
| Peter Repčík 1 | Eishockey | 3×3 Turnier Jungen  |
| Nikola Janeková 1 | Eishockey | 3×3 Turnier Mädchen |
| Bronze |           |                     |
| Laura Medvidová Simona Macková Nikola Janeková Zuzana Dobiášová Emma Donovalová Barbora Kapičáková Tereza Belková Emma Bianka Živčáková Lea Giertlová Mária Nemčeková Laura Jáncsóová Hana Fančovičová Lea Glosíková Nina Hudáková Kristína Slováková Lily Stern Viktória Kučerová | Eishockey | Nationenturnier     |
| Rastislav Eliáš 1 | Eishockey | 3×3 Turnier Jungen  |
| Zuzana Dobiašová 1 | Eishockey | 3×3 Turnier Mädchen |

## Teilnehmer nach Sportarten

### Biathlon
| Athleten                                              | Wettbewerbe          | Zeit        | Fehler       | Rang |
| ----------------------------------------------------- | -------------------- | ----------- | ------------ | ---- |
| Jungen                                                |                      |             |              |      |
| Matej Badáň                                           | 7,5 km Sprint        | 24:07,2 min | 3 (0+3)      | 78   |
| Matej Badáň                                           | 12 km Einzel         | 48:39,2 min | 13 (2+3+4+4) | 93   |
| Matej Gregor                                          | 7,5 km Sprint        | 22:26,6 min | 3 (0+3)      | 46   |
| Matej Gregor                                          | 12 km Einzel         | 41:04,6 min | 7 (2+2+2+1)  | 61   |
| Bruno Matovič                                         | 7,5 km Sprint        | 24:43,1 min | 4 (2+2)      | 83   |
| Bruno Matovič                                         | 12 km Einzel         | 43:04,1 min | 7 (3+1+1+2)  | 80   |
| Mädchen                                               |                      |             |              |      |
| Ema Kapustová                                         | 6 km Sprint          | 19:33,2 min | 0 (0+0)      | 8    |
| Ema Kapustová                                         | 10 km Einzel         | 36:44,7 min | 5 (0+3+1+1)  | 21   |
| Sára Pacerová                                         | 6 km Sprint          | DNS         | DNS          | DNS  |
| Sára Pacerová                                         | 10 km Einzel         | 42:25,3 min | 11 (2+4+1+4) | 72   |
| Barbara Skačanová                                     | 6 km Sprint          | DNS         | DNS          | DNS  |
| Barbara Skačanová                                     | 10 km Einzel         | 38:02,4 min | 5 (0+2+1+2)  | 36   |
| Mixed                                                 |                      |             |              |      |
| Sára Pacerová Matej Badáň                             | Single Mixed-Staffel | 48:32,2     | 0+5 4+11     | 22   |
| Sára Pacerová Matej Badáň Bruno Matovič Ema Kapustová | Mixed-Staffel        | 1:22:50,1 h | 1+8 5+11     | 21   |

### Bob
| Athlet             | Wettbewerb | Lauf 1      | Lauf 1 | Lauf 2      | Lauf 2 | Gesamt      | Gesamt |
| Athlet             | Wettbewerb | Zeit        | Rang   | Zeit        | Rang   | Zeit        | Rang   |
| ------------------ | ---------- | ----------- | ------ | ----------- | ------ | ----------- | ------ |
| Jungen             |            |             |        |             |        |             |        |
| Martin Sviták      | Monobob    | 1:13,67 min | 8      | 1:13,15 min | 8      | 2:26,82 min | 10     |
| Mädchen            |            |             |        |             |        |             |        |
| Viktória Čerňanská | Monobob    | 1:13,83 min | 3      | 1:13,52 min | 2      | 2:27,35 min | Silber |

### Eishockey
| Wettbewerb  | Mädchen |
| ----------- | --- |
| Athleten    | Laura Medvidová Simona Macková Nikola Janeková Zuzana Dobiášová Emma Donovalová Barbora Kapičáková Tereza Belková Emma Bianka Živčáková Lea Giertlová Mária Nemčeková Laura Jáncsóová Hana Fančovičová Lea Glosíková Nina Hudáková Kristína Slováková Lily Stern Viktória Kučerová |
| Vorrunde    | Schweden 2:3 n. P. Deutschland 2:1 |
| Halbfinale  | Japan 0:5 |
| Finale      | Schweiz 2:1 |
| Platzierung | Bronze |

Im 3×3 Eishockey spielten die Athleten in gemischten Mannschaften.
| Mannschaft     | Athleten | Vorrunde       | Vorrunde  | Halbfinale     | Halbfinale    | Finale/Spiel um Bronze          | Finale/Spiel um Bronze | Rang   |
| Mannschaft     | Athleten | Gegner         | Ergebnis  | Gegner         | Ergebnis      | Gegner                          | Ergebnis               | Rang   |
| -------------- | --- | -------------- | --------- | -------------- | ------------- | ------------------------------- | ---------------------- | ------ |
| Jungen         | |                |           |                |               |                                 |                        |        |
| _ Team Braun   | Luka Banek Sai Lake Hugo Galvez Elvis Hsu Axel Ruski-Jones Marlon D’Acunto Erik Potšinok Evan Nauth Artur Seniut Matyáš Šapovaliv Milán Ivády Rastislav Eliáš Sebastian Aarsund                                | _ Team Schwarz | 13:11     | _ Team Rot     | 7:9           | Spiel um Bronze: _ Team Schwarz | 6:5                    | Bronze |
| _ Team Braun   | Luka Banek Sai Lake Hugo Galvez Elvis Hsu Axel Ruski-Jones Marlon D’Acunto Erik Potšinok Evan Nauth Artur Seniut Matyáš Šapovaliv Milán Ivády Rastislav Eliáš Sebastian Aarsund                                | _ Team Grün    | 6:8       | _ Team Rot     | 7:9           | Spiel um Bronze: _ Team Schwarz | 6:5                    | Bronze |
| _ Team Braun   | Luka Banek Sai Lake Hugo Galvez Elvis Hsu Axel Ruski-Jones Marlon D’Acunto Erik Potšinok Evan Nauth Artur Seniut Matyáš Šapovaliv Milán Ivády Rastislav Eliáš Sebastian Aarsund                                | _ Team Grau    | 16:6      | _ Team Rot     | 7:9           | Spiel um Bronze: _ Team Schwarz | 6:5                    | Bronze |
| _ Team Braun   | Luka Banek Sai Lake Hugo Galvez Elvis Hsu Axel Ruski-Jones Marlon D’Acunto Erik Potšinok Evan Nauth Artur Seniut Matyáš Šapovaliv Milán Ivády Rastislav Eliáš Sebastian Aarsund                                | _ Team Orange  | 14:10     | _ Team Rot     | 7:9           | Spiel um Bronze: _ Team Schwarz | 6:5                    | Bronze |
| _ Team Braun   | Luka Banek Sai Lake Hugo Galvez Elvis Hsu Axel Ruski-Jones Marlon D’Acunto Erik Potšinok Evan Nauth Artur Seniut Matyáš Šapovaliv Milán Ivády Rastislav Eliáš Sebastian Aarsund                                | _ Team Rot     | 5:11      | _ Team Rot     | 7:9           | Spiel um Bronze: _ Team Schwarz | 6:5                    | Bronze |
| _ Team Braun   | Luka Banek Sai Lake Hugo Galvez Elvis Hsu Axel Ruski-Jones Marlon D’Acunto Erik Potšinok Evan Nauth Artur Seniut Matyáš Šapovaliv Milán Ivády Rastislav Eliáš Sebastian Aarsund                                | _ Team Blau    | 14:2      | _ Team Rot     | 7:9           | Spiel um Bronze: _ Team Schwarz | 6:5                    | Bronze |
| _ Team Braun   | Luka Banek Sai Lake Hugo Galvez Elvis Hsu Axel Ruski-Jones Marlon D’Acunto Erik Potšinok Evan Nauth Artur Seniut Matyáš Šapovaliv Milán Ivády Rastislav Eliáš Sebastian Aarsund                                | _ Team Gelb    | 8:6       | _ Team Rot     | 7:9           | Spiel um Bronze: _ Team Schwarz | 6:5                    | Bronze |
| _ Team Grau    | Thawab Al-Subaey Alejandro Resendiz Nowruz Baýhanow Gosei Daikuhara Timofei Katkow Pablo Mata Sohn Hyun Patrik Melicher Jan Billa Nino Tomow Boldizsár Szalay Lukas Svedin Alexei Baidek                       | _ Team Blau    | 9:8       | ausgeschieden  | ausgeschieden | ausgeschieden                   | ausgeschieden          | 5      |
| _ Team Grau    | Thawab Al-Subaey Alejandro Resendiz Nowruz Baýhanow Gosei Daikuhara Timofei Katkow Pablo Mata Sohn Hyun Patrik Melicher Jan Billa Nino Tomow Boldizsár Szalay Lukas Svedin Alexei Baidek                       | _ Team Gelb    | 11:8      | ausgeschieden  | ausgeschieden | ausgeschieden                   | ausgeschieden          | 5      |
| _ Team Grau    | Thawab Al-Subaey Alejandro Resendiz Nowruz Baýhanow Gosei Daikuhara Timofei Katkow Pablo Mata Sohn Hyun Patrik Melicher Jan Billa Nino Tomow Boldizsár Szalay Lukas Svedin Alexei Baidek                       | _ Team Braun   | 6:16      | ausgeschieden  | ausgeschieden | ausgeschieden                   | ausgeschieden          | 5      |
| _ Team Grau    | Thawab Al-Subaey Alejandro Resendiz Nowruz Baýhanow Gosei Daikuhara Timofei Katkow Pablo Mata Sohn Hyun Patrik Melicher Jan Billa Nino Tomow Boldizsár Szalay Lukas Svedin Alexei Baidek                       | _ Team Rot     | 13:9      | ausgeschieden  | ausgeschieden | ausgeschieden                   | ausgeschieden          | 5      |
| _ Team Grau    | Thawab Al-Subaey Alejandro Resendiz Nowruz Baýhanow Gosei Daikuhara Timofei Katkow Pablo Mata Sohn Hyun Patrik Melicher Jan Billa Nino Tomow Boldizsár Szalay Lukas Svedin Alexei Baidek                       | _ Team Grün    | 6:14      | ausgeschieden  | ausgeschieden | ausgeschieden                   | ausgeschieden          | 5      |
| _ Team Grau    | Thawab Al-Subaey Alejandro Resendiz Nowruz Baýhanow Gosei Daikuhara Timofei Katkow Pablo Mata Sohn Hyun Patrik Melicher Jan Billa Nino Tomow Boldizsár Szalay Lukas Svedin Alexei Baidek                       | _ Team Schwarz | 8:16      | ausgeschieden  | ausgeschieden | ausgeschieden                   | ausgeschieden          | 5      |
| _ Team Grau    | Thawab Al-Subaey Alejandro Resendiz Nowruz Baýhanow Gosei Daikuhara Timofei Katkow Pablo Mata Sohn Hyun Patrik Melicher Jan Billa Nino Tomow Boldizsár Szalay Lukas Svedin Alexei Baidek                       | _ Team Orange  | 5:2       | ausgeschieden  | ausgeschieden | ausgeschieden                   | ausgeschieden          | 5      |
| _ Team Rot     | Juho Lukkari Denys Pasko Lin Wei-yu Aleks Menc Matija Dinić Peter Repčík Mackenzie Stewart Dylan Wesseling Tjaš Lesničar Sander Salvær Jan Hornecker Matthias Bittner Maël Halladj                             | _ Team Orange  | 6:8       | _ Team Braun   | 9:7           | _ Team Grün                     | 4:10                   | Silber |
| _ Team Rot     | Juho Lukkari Denys Pasko Lin Wei-yu Aleks Menc Matija Dinić Peter Repčík Mackenzie Stewart Dylan Wesseling Tjaš Lesničar Sander Salvær Jan Hornecker Matthias Bittner Maël Halladj                             | _ Team Schwarz | 12:9      | _ Team Braun   | 9:7           | _ Team Grün                     | 4:10                   | Silber |
| _ Team Rot     | Juho Lukkari Denys Pasko Lin Wei-yu Aleks Menc Matija Dinić Peter Repčík Mackenzie Stewart Dylan Wesseling Tjaš Lesničar Sander Salvær Jan Hornecker Matthias Bittner Maël Halladj                             | _ Team Grün    | 8:9 n. V. | _ Team Braun   | 9:7           | _ Team Grün                     | 4:10                   | Silber |
| _ Team Rot     | Juho Lukkari Denys Pasko Lin Wei-yu Aleks Menc Matija Dinić Peter Repčík Mackenzie Stewart Dylan Wesseling Tjaš Lesničar Sander Salvær Jan Hornecker Matthias Bittner Maël Halladj                             | _ Team Grau    | 9:13      | _ Team Braun   | 9:7           | _ Team Grün                     | 4:10                   | Silber |
| _ Team Rot     | Juho Lukkari Denys Pasko Lin Wei-yu Aleks Menc Matija Dinić Peter Repčík Mackenzie Stewart Dylan Wesseling Tjaš Lesničar Sander Salvær Jan Hornecker Matthias Bittner Maël Halladj                             | _ Team Braun   | 11:5      | _ Team Braun   | 9:7           | _ Team Grün                     | 4:10                   | Silber |
| _ Team Rot     | Juho Lukkari Denys Pasko Lin Wei-yu Aleks Menc Matija Dinić Peter Repčík Mackenzie Stewart Dylan Wesseling Tjaš Lesničar Sander Salvær Jan Hornecker Matthias Bittner Maël Halladj                             | _ Team Gelb    | 15:13     | _ Team Braun   | 9:7           | _ Team Grün                     | 4:10                   | Silber |
| _ Team Rot     | Juho Lukkari Denys Pasko Lin Wei-yu Aleks Menc Matija Dinić Peter Repčík Mackenzie Stewart Dylan Wesseling Tjaš Lesničar Sander Salvær Jan Hornecker Matthias Bittner Maël Halladj                             | _ Team Blau    | 18:11     | _ Team Braun   | 9:7           | _ Team Grün                     | 4:10                   | Silber |
| _ Team Schwarz | Ruben Esposito Lukas Floriantschitz Kerem Alsan Jaroslaw Labutkin Yu Jiacong Corné van Stuijvenberg Wataru Suzuki Adam Sýkora Dominik Pavlata Linas Dėdinas Daniil Karpowitsch Kalle Varis Matthias Rindone    | _ Team Braun   | 7:6       | _ Team Grün    | 3:7           | Spiel um Bronze: _ Team Braun   | 5:6                    | 4      |
| _ Team Schwarz | Ruben Esposito Lukas Floriantschitz Kerem Alsan Jaroslaw Labutkin Yu Jiacong Corné van Stuijvenberg Wataru Suzuki Adam Sýkora Dominik Pavlata Linas Dėdinas Daniil Karpowitsch Kalle Varis Matthias Rindone    | _ Team Rot     | 5:4       | _ Team Grün    | 3:7           | Spiel um Bronze: _ Team Braun   | 5:6                    | 4      |
| _ Team Schwarz | Ruben Esposito Lukas Floriantschitz Kerem Alsan Jaroslaw Labutkin Yu Jiacong Corné van Stuijvenberg Wataru Suzuki Adam Sýkora Dominik Pavlata Linas Dėdinas Daniil Karpowitsch Kalle Varis Matthias Rindone    | _ Team Blau    | 4:8       | _ Team Grün    | 3:7           | Spiel um Bronze: _ Team Braun   | 5:6                    | 4      |
| _ Team Schwarz | Ruben Esposito Lukas Floriantschitz Kerem Alsan Jaroslaw Labutkin Yu Jiacong Corné van Stuijvenberg Wataru Suzuki Adam Sýkora Dominik Pavlata Linas Dėdinas Daniil Karpowitsch Kalle Varis Matthias Rindone    | _ Team Gelb    | 7:2       | _ Team Grün    | 3:7           | Spiel um Bronze: _ Team Braun   | 5:6                    | 4      |
| _ Team Schwarz | Ruben Esposito Lukas Floriantschitz Kerem Alsan Jaroslaw Labutkin Yu Jiacong Corné van Stuijvenberg Wataru Suzuki Adam Sýkora Dominik Pavlata Linas Dėdinas Daniil Karpowitsch Kalle Varis Matthias Rindone    | _ Team Orange  | 8:14      | _ Team Grün    | 3:7           | Spiel um Bronze: _ Team Braun   | 5:6                    | 4      |
| _ Team Schwarz | Ruben Esposito Lukas Floriantschitz Kerem Alsan Jaroslaw Labutkin Yu Jiacong Corné van Stuijvenberg Wataru Suzuki Adam Sýkora Dominik Pavlata Linas Dėdinas Daniil Karpowitsch Kalle Varis Matthias Rindone    | _ Team Grau    | 16:8      | _ Team Grün    | 3:7           | Spiel um Bronze: _ Team Braun   | 5:6                    | 4      |
| _ Team Schwarz | Ruben Esposito Lukas Floriantschitz Kerem Alsan Jaroslaw Labutkin Yu Jiacong Corné van Stuijvenberg Wataru Suzuki Adam Sýkora Dominik Pavlata Linas Dėdinas Daniil Karpowitsch Kalle Varis Matthias Rindone    | _ Team Grün    | 6:4       | _ Team Grün    | 3:7           | Spiel um Bronze: _ Team Braun   | 5:6                    | 4      |
| Mädchen        | |                |           |                |               |                                 |                        |        |
| _ Team Blau    | Sidre Özer Valerie Christmann Anna Kot Marija Runewska Mirren Foy Zuzana Dobiašová Jana Krascheninina Maya Stöber Regina Metzler Karolina Hengelmüller Nikki Sharp Yuna Kusama Aya Juhl Petersen               | _ Team Grau    | 8:9       | _ Team Gelb    | 5:7           | Spiel um Bronze: _ Team Braun   | 6:4                    | Bronze |
| _ Team Blau    | Sidre Özer Valerie Christmann Anna Kot Marija Runewska Mirren Foy Zuzana Dobiašová Jana Krascheninina Maya Stöber Regina Metzler Karolina Hengelmüller Nikki Sharp Yuna Kusama Aya Juhl Petersen               | _ Team Orange  | 1:12      | _ Team Gelb    | 5:7           | Spiel um Bronze: _ Team Braun   | 6:4                    | Bronze |
| _ Team Blau    | Sidre Özer Valerie Christmann Anna Kot Marija Runewska Mirren Foy Zuzana Dobiašová Jana Krascheninina Maya Stöber Regina Metzler Karolina Hengelmüller Nikki Sharp Yuna Kusama Aya Juhl Petersen               | _ Team Schwarz | 8:14      | _ Team Gelb    | 5:7           | Spiel um Bronze: _ Team Braun   | 6:4                    | Bronze |
| _ Team Blau    | Sidre Özer Valerie Christmann Anna Kot Marija Runewska Mirren Foy Zuzana Dobiašová Jana Krascheninina Maya Stöber Regina Metzler Karolina Hengelmüller Nikki Sharp Yuna Kusama Aya Juhl Petersen               | _ Team Grün    | 6:11      | _ Team Gelb    | 5:7           | Spiel um Bronze: _ Team Braun   | 6:4                    | Bronze |
| _ Team Blau    | Sidre Özer Valerie Christmann Anna Kot Marija Runewska Mirren Foy Zuzana Dobiašová Jana Krascheninina Maya Stöber Regina Metzler Karolina Hengelmüller Nikki Sharp Yuna Kusama Aya Juhl Petersen               | _ Team Gelb    | 8:13      | _ Team Gelb    | 5:7           | Spiel um Bronze: _ Team Braun   | 6:4                    | Bronze |
| _ Team Blau    | Sidre Özer Valerie Christmann Anna Kot Marija Runewska Mirren Foy Zuzana Dobiašová Jana Krascheninina Maya Stöber Regina Metzler Karolina Hengelmüller Nikki Sharp Yuna Kusama Aya Juhl Petersen               | _ Team Braun   | 2:14      | _ Team Gelb    | 5:7           | Spiel um Bronze: _ Team Braun   | 6:4                    | Bronze |
| _ Team Blau    | Sidre Özer Valerie Christmann Anna Kot Marija Runewska Mirren Foy Zuzana Dobiašová Jana Krascheninina Maya Stöber Regina Metzler Karolina Hengelmüller Nikki Sharp Yuna Kusama Aya Juhl Petersen               | _ Team Rot     | 11:18     | _ Team Gelb    | 5:7           | Spiel um Bronze: _ Team Braun   | 6:4                    | Bronze |
| _ Team Braun   | Arwen Nylaander Julia Termens Nausikäa Clement Ximena González Riko Matsumoto Roos Karst Celine Mayer Alicja Sowa Barbora Bartáková Marja Linzbichler Tallulah Bryant Ivana Latková Daniella Lauritzen Pizarro | _ Team Schwarz | 13:11     | _ Team Schwarz | 7:11          | Spiel um Bronze: _ Team Blau    | 4:6                    | 4      |
| _ Team Braun   | Arwen Nylaander Julia Termens Nausikäa Clement Ximena González Riko Matsumoto Roos Karst Celine Mayer Alicja Sowa Barbora Bartáková Marja Linzbichler Tallulah Bryant Ivana Latková Daniella Lauritzen Pizarro | _ Team Grün    | 6:8       | _ Team Schwarz | 7:11          | Spiel um Bronze: _ Team Blau    | 4:6                    | 4      |
| _ Team Braun   | Arwen Nylaander Julia Termens Nausikäa Clement Ximena González Riko Matsumoto Roos Karst Celine Mayer Alicja Sowa Barbora Bartáková Marja Linzbichler Tallulah Bryant Ivana Latková Daniella Lauritzen Pizarro | _ Team Grau    | 16:6      | _ Team Schwarz | 7:11          | Spiel um Bronze: _ Team Blau    | 4:6                    | 4      |
| _ Team Braun   | Arwen Nylaander Julia Termens Nausikäa Clement Ximena González Riko Matsumoto Roos Karst Celine Mayer Alicja Sowa Barbora Bartáková Marja Linzbichler Tallulah Bryant Ivana Latková Daniella Lauritzen Pizarro | _ Team Orange  | 14:10     | _ Team Schwarz | 7:11          | Spiel um Bronze: _ Team Blau    | 4:6                    | 4      |
| _ Team Braun   | Arwen Nylaander Julia Termens Nausikäa Clement Ximena González Riko Matsumoto Roos Karst Celine Mayer Alicja Sowa Barbora Bartáková Marja Linzbichler Tallulah Bryant Ivana Latková Daniella Lauritzen Pizarro | _ Team Rot     | 5:11      | _ Team Schwarz | 7:11          | Spiel um Bronze: _ Team Blau    | 4:6                    | 4      |
| _ Team Braun   | Arwen Nylaander Julia Termens Nausikäa Clement Ximena González Riko Matsumoto Roos Karst Celine Mayer Alicja Sowa Barbora Bartáková Marja Linzbichler Tallulah Bryant Ivana Latková Daniella Lauritzen Pizarro | _ Team Blau    | 14:2      | _ Team Schwarz | 7:11          | Spiel um Bronze: _ Team Blau    | 4:6                    | 4      |
| _ Team Braun   | Arwen Nylaander Julia Termens Nausikäa Clement Ximena González Riko Matsumoto Roos Karst Celine Mayer Alicja Sowa Barbora Bartáková Marja Linzbichler Tallulah Bryant Ivana Latková Daniella Lauritzen Pizarro | _ Team Gelb    | 8:6       | _ Team Schwarz | 7:11          | Spiel um Bronze: _ Team Blau    | 4:6                    | 4      |
| _ Team Grün    | Melanie Hernández Annie Sommer Huang Chun-lin Delfina Fattore Chanel Hofverberg Emma Donovalová Agata Muraro Ruka Kiyokawa Jessie Taylor Lisa Schröfl Kang Si-hyun Barbora Dalecká Fruzsina Szabó              | _ Team Gelb    | 10:5      | ausgeschieden  | ausgeschieden | ausgeschieden                   | ausgeschieden          | 5      |
| _ Team Grün    | Melanie Hernández Annie Sommer Huang Chun-lin Delfina Fattore Chanel Hofverberg Emma Donovalová Agata Muraro Ruka Kiyokawa Jessie Taylor Lisa Schröfl Kang Si-hyun Barbora Dalecká Fruzsina Szabó              | _ Team Braun   | 8:6       | ausgeschieden  | ausgeschieden | ausgeschieden                   | ausgeschieden          | 5      |
| _ Team Grün    | Melanie Hernández Annie Sommer Huang Chun-lin Delfina Fattore Chanel Hofverberg Emma Donovalová Agata Muraro Ruka Kiyokawa Jessie Taylor Lisa Schröfl Kang Si-hyun Barbora Dalecká Fruzsina Szabó              | _ Team Rot     | 9:8 n. V. | ausgeschieden  | ausgeschieden | ausgeschieden                   | ausgeschieden          | 5      |
| _ Team Grün    | Melanie Hernández Annie Sommer Huang Chun-lin Delfina Fattore Chanel Hofverberg Emma Donovalová Agata Muraro Ruka Kiyokawa Jessie Taylor Lisa Schröfl Kang Si-hyun Barbora Dalecká Fruzsina Szabó              | _ Team Blau    | 11:6      | ausgeschieden  | ausgeschieden | ausgeschieden                   | ausgeschieden          | 5      |
| _ Team Grün    | Melanie Hernández Annie Sommer Huang Chun-lin Delfina Fattore Chanel Hofverberg Emma Donovalová Agata Muraro Ruka Kiyokawa Jessie Taylor Lisa Schröfl Kang Si-hyun Barbora Dalecká Fruzsina Szabó              | _ Team Grau    | 14:6      | ausgeschieden  | ausgeschieden | ausgeschieden                   | ausgeschieden          | 5      |
| _ Team Grün    | Melanie Hernández Annie Sommer Huang Chun-lin Delfina Fattore Chanel Hofverberg Emma Donovalová Agata Muraro Ruka Kiyokawa Jessie Taylor Lisa Schröfl Kang Si-hyun Barbora Dalecká Fruzsina Szabó              | _ Team Orange  | 8:6       | ausgeschieden  | ausgeschieden | ausgeschieden                   | ausgeschieden          | 5      |
| _ Team Grün    | Melanie Hernández Annie Sommer Huang Chun-lin Delfina Fattore Chanel Hofverberg Emma Donovalová Agata Muraro Ruka Kiyokawa Jessie Taylor Lisa Schröfl Kang Si-hyun Barbora Dalecká Fruzsina Szabó              | _ Team Schwarz | 4:6       | ausgeschieden  | ausgeschieden | ausgeschieden                   | ausgeschieden          | 5      |
| _ Team Rot     | Sonia David Valeria Ansoleaga Kao Wei-ting Nie Xinrui Abby Rowbotham Zoé Mächler Mila Lutteral Barbora Kapičáková Alina Itschajewa Bea Storesund Andrea Trnková Felicity Luby Anita Origlio                    | _ Team Orange  | 6:8       | ausgeschieden  | ausgeschieden | ausgeschieden                   | ausgeschieden          | 7      |
| _ Team Rot     | Sonia David Valeria Ansoleaga Kao Wei-ting Nie Xinrui Abby Rowbotham Zoé Mächler Mila Lutteral Barbora Kapičáková Alina Itschajewa Bea Storesund Andrea Trnková Felicity Luby Anita Origlio                    | _ Team Schwarz | 12:9      | ausgeschieden  | ausgeschieden | ausgeschieden                   | ausgeschieden          | 7      |
| _ Team Rot     | Sonia David Valeria Ansoleaga Kao Wei-ting Nie Xinrui Abby Rowbotham Zoé Mächler Mila Lutteral Barbora Kapičáková Alina Itschajewa Bea Storesund Andrea Trnková Felicity Luby Anita Origlio                    | _ Team Grün    | 9:8 n. V. | ausgeschieden  | ausgeschieden | ausgeschieden                   | ausgeschieden          | 7      |
| _ Team Rot     | Sonia David Valeria Ansoleaga Kao Wei-ting Nie Xinrui Abby Rowbotham Zoé Mächler Mila Lutteral Barbora Kapičáková Alina Itschajewa Bea Storesund Andrea Trnková Felicity Luby Anita Origlio                    | _ Team Grau    | 9:13      | ausgeschieden  | ausgeschieden | ausgeschieden                   | ausgeschieden          | 7      |
| _ Team Rot     | Sonia David Valeria Ansoleaga Kao Wei-ting Nie Xinrui Abby Rowbotham Zoé Mächler Mila Lutteral Barbora Kapičáková Alina Itschajewa Bea Storesund Andrea Trnková Felicity Luby Anita Origlio                    | _ Team Braun   | 11:5      | ausgeschieden  | ausgeschieden | ausgeschieden                   | ausgeschieden          | 7      |
| _ Team Rot     | Sonia David Valeria Ansoleaga Kao Wei-ting Nie Xinrui Abby Rowbotham Zoé Mächler Mila Lutteral Barbora Kapičáková Alina Itschajewa Bea Storesund Andrea Trnková Felicity Luby Anita Origlio                    | _ Team Gelb    | 15:13     | ausgeschieden  | ausgeschieden | ausgeschieden                   | ausgeschieden          | 7      |
| _ Team Rot     | Sonia David Valeria Ansoleaga Kao Wei-ting Nie Xinrui Abby Rowbotham Zoé Mächler Mila Lutteral Barbora Kapičáková Alina Itschajewa Bea Storesund Andrea Trnková Felicity Luby Anita Origlio                    | _ Team Blau    | 18:11     | ausgeschieden  | ausgeschieden | ausgeschieden                   | ausgeschieden          | 7      |
| _ Team Schwarz | Angelina Hurschler Courtney Mahoney Zhang Xinyue Chang En-ni Alicja Mota Nikola Janeková Amy Robery Darja Petrowa Kimberly Collard Luca Márton Reina Sato Emilia Kyrkkö Carlotta Regine                        | _ Team Braun   | 11:13     | _ Team Braun   | 11:7          | _ Team Gelb                     | 1:6                    | Silber |
| _ Team Schwarz | Angelina Hurschler Courtney Mahoney Zhang Xinyue Chang En-ni Alicja Mota Nikola Janeková Amy Robery Darja Petrowa Kimberly Collard Luca Márton Reina Sato Emilia Kyrkkö Carlotta Regine                        | _ Team Rot     | 9:12      | _ Team Braun   | 11:7          | _ Team Gelb                     | 1:6                    | Silber |
| _ Team Schwarz | Angelina Hurschler Courtney Mahoney Zhang Xinyue Chang En-ni Alicja Mota Nikola Janeková Amy Robery Darja Petrowa Kimberly Collard Luca Márton Reina Sato Emilia Kyrkkö Carlotta Regine                        | _ Team Blau    | 14:8      | _ Team Braun   | 11:7          | _ Team Gelb                     | 1:6                    | Silber |
| _ Team Schwarz | Angelina Hurschler Courtney Mahoney Zhang Xinyue Chang En-ni Alicja Mota Nikola Janeková Amy Robery Darja Petrowa Kimberly Collard Luca Márton Reina Sato Emilia Kyrkkö Carlotta Regine                        | _ Team Gelb    | 19:7      | _ Team Braun   | 11:7          | _ Team Gelb                     | 1:6                    | Silber |
| _ Team Schwarz | Angelina Hurschler Courtney Mahoney Zhang Xinyue Chang En-ni Alicja Mota Nikola Janeková Amy Robery Darja Petrowa Kimberly Collard Luca Márton Reina Sato Emilia Kyrkkö Carlotta Regine                        | _ Team Orange  | 8:14      | _ Team Braun   | 11:7          | _ Team Gelb                     | 1:6                    | Silber |
| _ Team Schwarz | Angelina Hurschler Courtney Mahoney Zhang Xinyue Chang En-ni Alicja Mota Nikola Janeková Amy Robery Darja Petrowa Kimberly Collard Luca Márton Reina Sato Emilia Kyrkkö Carlotta Regine                        | _ Team Grau    | 16:8      | _ Team Braun   | 11:7          | _ Team Gelb                     | 1:6                    | Silber |
| _ Team Schwarz | Angelina Hurschler Courtney Mahoney Zhang Xinyue Chang En-ni Alicja Mota Nikola Janeková Amy Robery Darja Petrowa Kimberly Collard Luca Márton Reina Sato Emilia Kyrkkö Carlotta Regine                        | _ Team Grün    | 6:4       | _ Team Braun   | 11:7          | _ Team Gelb                     | 1:6                    | Silber |

### Freestyle-Skiing
| Athleten                                                                             | Wettbewerbe                        | Vorrunde | Viertelfinale | Halbfinale    | Finale        | Rang |
| Athleten                                                                             | Wettbewerbe                        | Rang     | Rang          | Rang          | Rang          | Rang |
| ------------------------------------------------------------------------------------ | ---------------------------------- | -------- | ------------- | ------------- | ------------- | ---- |
| Jungen                                                                               |                                    |          |               |               |               |      |
| Jakub Válek                                                                          | Skicross                           | 9        | –             | ausgeschieden | ausgeschieden | 20   |
| Mädchen                                                                              |                                    |          |               |               |               |      |
| Kayla Anna Lozáková                                                                  | Skicross                           | 9        | –             | ausgeschieden | ausgeschieden | 18   |
| Mixed                                                                                |                                    |          |               |               |               |      |
| Mixed Team 11 Madeline Lochte-Bono Kayla Anna Lozáková Theodore McLemore Jakub Válek | Ski-/Snowboardcross Teamwettbewerb | –        | 4             | ausgeschieden | ausgeschieden | 14   |

### Rennrodeln
| Athlet                                                         | Wettbewerb   | Lauf 1   | Lauf 1 | Lauf 2   | Lauf 2 | Gesamt       | Gesamt |
| Athlet                                                         | Wettbewerb   | Zeit     | Rang   | Zeit     | Rang   | Zeit         | Rang   |
| -------------------------------------------------------------- | ------------ | -------- | ------ | -------- | ------ | ------------ | ------ |
| Jungen                                                         |              |          |        |          |        |              |        |
| Vratislav Varga                                                | Einsitzer    | 55,983 s | 19     | 56,149 s | 17     | 1:52,132 min | 19     |
| Dávid Lihoň                                                    | Einsitzer    | 55,462 s | 16     | 56,446 s | 21     | 1:51,908 min | 16     |
| Vratislav Varga Metod Majerčák                                 | Doppelsitzer | 55,612 s | 4      | 55,586 s | 5      | 1:51,198 min | 5      |
| Mädchen                                                        |              |          |        |          |        |              |        |
| Bianka Petríková                                               | Einsitzer    | 56,658 s | 20     | 56,322 s | 19     | 1:52,980 min | 19     |
| Nikola Trembošová                                              | Einsitzer    | 56,293 s | 16     | 56,189 s | 18     | 1:52,482 min | 17     |
| Nikola Trembošová Bianka Petríková                             | Doppelsitzer | 57,742 s | 10     | 57,026 s | 5      | 1:54,768 min | 7      |
| Mixed                                                          |              |          |        |          |        |              |        |
| Nikola Trembošová Dávid Lihoň Vratislav Varga / Metod Majerčák | Teamstaffel  | –        | –      | –        | –      | DSQ          | DSQ    |

### Shorttrack
| Athlet                                                             | Wettbewerb  | Vorlauf      | Vorlauf | Viertelfinale | Viertelfinale | Halbfinale   | Halbfinale | Finale       | Finale | Rang |
| Athlet                                                             | Wettbewerb  | Zeit         | Rang    | Zeit          | Rang          | Zeit         | Rang       | Zeit         | Rang   | Rang |
| ------------------------------------------------------------------ | ----------- | ------------ | ------- | ------------- | ------------- | ------------ | ---------- | ------------ | ------ | ---- |
| Mädchen                                                            |             |              |         |               |               |              |            |              |        |      |
| Petra Rusnáková                                                    | 500 m       | 45,331 s     | 1       | 44,500 s      | 2             | 44,258 s     | 4          | 45,857 s     | 6      | 6    |
| Petra Rusnáková                                                    | 1000 m      | 1:36,709 min | 1       | 1:38,442 min  | 1             | 1:34,226 min | 1          | 1:30,221 min | 5      | 5    |
| Mixed                                                              |             |              |         |               |               |              |            |              |        |      |
| Team E Haruna Nagamori Petra Rusnáková Li Kongchao Julian Macaraeg | Teamstaffel | –            | –       | –             | –             | 4:22,054 min | 4          | PEN          | PEN    | PEN  |

### Ski Alpin
| Athleten       | Wettbewerbe  | 1. Lauf     | 1. Lauf | 2. Lauf     | 2. Lauf | Gesamt      | Gesamt |
| Athleten       | Wettbewerbe  | Zeit        | Rang    | Zeit        | Rang    | Zeit        | Rang   |
| -------------- | ------------ | ----------- | ------- | ----------- | ------- | ----------- | ------ |
| Jungen         |              |             |         |             |         |             |        |
| Teo Žampa      | Riesenslalom | 1:05,98 min | 21      | 1:09,03 min | 28      | 2:15,01 min | 26     |
| Teo Žampa      | Slalom       | 41,64 s     | 63      | 1:05,05 min | 39      | 1:46,69 min | 37     |
| Teo Žampa      | Super-G      | –           | –       | –           | –       | 55,92 s     | 21     |
| Teo Žampa      | Kombination  | 55,92 s     | 21      | 38,02 s     | 33      | 1:33,94 min | 24     |
| Mädchen        |              |             |         |             |         |             |        |
| Rebeka Jančová | Riesenslalom | 1:07,15 min | 18      | 1:04,67 min | 13      | 2:11,82 min | 14     |
| Rebeka Jančová | Slalom       | 56,99 s     | 8       | 37,88 s     | 6       | 1:34,87 min | 4      |
| Rebeka Jančová | Super-G      | –           | –       | –           | –       | 56,99 s     | 8      |
| Rebeka Jančová | Kombination  | 56,99 s     | 8       | 37,88 s     | 6       | 1:34,87 min | 4      |

### Skibergsteigen
| Athleten                                                                  | Wettbewerbe | Qualifikation | Qualifikation | Viertelfinale | Viertelfinale | Halbfinale    | Halbfinale    | Finale        | Finale        | Rang |
| Athleten                                                                  | Wettbewerbe | Zeit          | Rang          | Zeit          | Rang          | Zeit          | Rang          | Zeit          | Rang          | Rang |
| ------------------------------------------------------------------------- | ----------- | ------------- | ------------- | ------------- | ------------- | ------------- | ------------- | ------------- | ------------- | ---- |
| Jungen                                                                    |             |               |               |               |               |               |               |               |               |      |
| Matúš Černek                                                              | Einzel      | –             | –             | –             | –             | –             | –             | 56:55,86 min  | 16            | 16   |
| Matúš Černek                                                              | Sprint      | 3:10,53 min   | 16            | 3:15,10 min   | 5             | ausgeschieden | ausgeschieden | ausgeschieden | ausgeschieden | 18   |
| Mädchen                                                                   |             |               |               |               |               |               |               |               |               |      |
| Laura Kovárová                                                            | Einzel      | –             | –             | –             | –             | –             | –             | 1:17:45,56 h  | 19            | 19   |
| Laura Kovárová                                                            | Sprint      | 4:02,72 min   | 18            | 4:00,30 min   | 5             | ausgeschieden | ausgeschieden | ausgeschieden | ausgeschieden | 19   |
| Mixed                                                                     |             |               |               |               |               |               |               |               |               |      |
| Europa Jewgenija Dolschenkowa Matúš Černek Laura Kovárová Nikita Filippow | Staffel     | –             | –             | –             | –             | –             | –             | 40:56 min     | 9             | 9    |

### Skilanglauf
| Athleten          | Wettbewerbe     | Qualifikation | Qualifikation | Viertelfinale | Viertelfinale | Halbfinale    | Halbfinale    | Finale        | Finale        | Rang |
| Athleten          | Wettbewerbe     | Zeit          | Rang          | Zeit          | Rang          | Zeit          | Rang          | Zeit          | Rang          | Rang |
| ----------------- | --------------- | ------------- | ------------- | ------------- | ------------- | ------------- | ------------- | ------------- | ------------- | ---- |
| Jungen            |                 |               |               |               |               |               |               |               |               |      |
| Denis Tilesch     | 10 km klassisch | –             | –             | –             | –             | –             | –             | 30:13,8 min   | 39            | 39   |
| Denis Tilesch     | Sprint Freistil | 3:58,74 min   | 73            | ausgeschieden | ausgeschieden | ausgeschieden | ausgeschieden | ausgeschieden | ausgeschieden | 73   |
| Denis Tilesch     | Langlauf-Cross  | 4:54,25 min   | 55            | –             | –             | ausgeschieden | ausgeschieden | ausgeschieden | ausgeschieden | 55   |
| Matúš Oravec      | 10 km klassisch | –             | –             | –             | –             | –             | –             | 31:37,0 min   | 56            | 56   |
| Matúš Oravec      | Sprint Freistil | 3:42,66 min   | 60            | ausgeschieden | ausgeschieden | ausgeschieden | ausgeschieden | ausgeschieden | ausgeschieden | 60   |
| Matúš Oravec      | Langlauf-Cross  | 4:56,04 min   | 58            | –             | –             | ausgeschieden | ausgeschieden | ausgeschieden | ausgeschieden | 58   |
| Mädchen           |                 |               |               |               |               |               |               |               |               |      |
| Timea Mazúrová    | 5 km klassisch  | –             | –             | –             | –             | –             | –             | 17:00,3       | 50            | 50   |
| Timea Mazúrová    | Sprint Freistil | 3:06,33 min   | 47            | ausgeschieden | ausgeschieden | ausgeschieden | ausgeschieden | ausgeschieden | ausgeschieden | 47   |
| Timea Mazúrová    | Langlauf-Cross  | 5:48,90 min   | 52            | –             | –             | ausgeschieden | ausgeschieden | ausgeschieden | ausgeschieden | 52   |
| Kristína Sivoková | 5 km klassisch  | –             | –             | –             | –             | –             | –             | 15:45,7       | 23            | 23   |
| Kristína Sivoková | Sprint Freistil | 2:53,00 min   | 19            | 2:57,26 min   | 6             | ausgeschieden | ausgeschieden | ausgeschieden | ausgeschieden | 27   |
| Kristína Sivoková | Langlauf-Cross  | 5:25,71 min   | 26            | –             | –             | 5:25,35 min   | 10            | ausgeschieden | ausgeschieden | 30   |

### Snowboard
| Athleten     | Wettbewerbe | Qualifikation | Qualifikation | Finale        | Finale        | Rang |
| Athleten     | Wettbewerbe | Punkte        | Rang          | Punkte        | Rang          | Rang |
| ------------ | ----------- | ------------- | ------------- | ------------- | ------------- | ---- |
| Mädchen      |             |               |               |               |               |      |
| Eva Hanicová | Big Air     | 12,66         | 20            | ausgeschieden | ausgeschieden | 20   |
| Eva Hanicová | Slopestyle  | 29,00         | 13            | ausgeschieden | ausgeschieden | 13   |

| Athleten            | Wettbewerbe    | Vorrunde | Viertelfinale | Halbfinale    | Finale        | Rang |
| Athleten            | Wettbewerbe    | Punkte   | Rang          | Rang          | Rang          | Rang |
| ------------------- | -------------- | -------- | ------------- | ------------- | ------------- | ---- |
| Mädchen             |                |          |               |               |               |      |
| Katarína Pitoňáková | Snowboardcross | 10       | –             | ausgeschieden | ausgeschieden | 21   |